# Eromanga Sensei
Eromanga Sensei (エロマンガ先生) là một bộ light novel Nhật Bản do Fushimi Tsukasa sáng tác và Kanzaki Hiro vẽ minh họa. ASCII Media Works đã xuất bản mười ba tập trong loạt light novel dưới bản quyền của Dengeki Bunko từ tháng 12 năm 2013 đến tháng 8 năm 2022. Phiên bản manga chuyển thể được Rin vẽ minh họa, được đăng nhiều kỳ trên tạp chí Dengeki Daioh từ tháng 5 năm 2014 đến tháng 5 năm 2021. Còn phiên bản anime được chuyển thể bởi hãng phim A-1 Pictures bắt đầu lên sóng từ tháng 4 năm 2017.

## Cốt truyện
Câu chuyện xoay quanh Izumi Masamune, một học sinh trung học sáng tác light novel, vẫn luôn hoàn thành các tác phẩm với sự trợ giúp từ một hoạ sĩ quen biết lâu năm, bút danh "Eromanga Sensei", được nhiều người theo dõi trên mạng xã hội nhờ phong cách vẽ fan service nổi bật. Ngoài việc học và niềm đam mê trở thành tiểu thuyết gia, Masamune còn phải chăm lo người thân duy nhất trong gia đình, em gái Izumi Sagiri, là một hikikomori đã sống cô lập hơn một năm. Mục tiêu của Masamune: quyết tâm làm cho Sagiri rời khỏi phòng. May mắn thay, cậu phát hiện người bạn đồng hành bấy lâu nay lại chính là Sagiri, mối quan hệ của họ nhanh chóng được cải thiện, đặc biệt dâng trào kể từ khi tác giả manga nữ trẻ xinh đẹp tham gia vào cốt truyện.

## Danh sách nhân vật

### Tiêu biểu
Izumi Masamune (和泉正宗)
Lồng tiếng bởi: Matsuoka Yoshitsugu
Nhân vật chính trong câu chuyện, 15 tuổi và là sinh viên năm nhất. Khi còn học trung học, Masamune đã giành được giải thưởng sáng tác light novel. Thế nên cậu cố gắng tiếp tục theo đuổi ước mơ và nhờ một họa sĩ vô danh vẽ tranh minh họa là "Eromanga Sensei". Về sau, cậu tình cờ nhận ra người bí ẩn ấy là cô em gái mình, Sagiri. Masamune yêu Sagiri từ cái nhìn đầu tiên, nhưng luôn cân nhắc việc hai người đã trở thành anh em kế.
Izumi Sagiri (和泉紗霧)
Lồng tiếng bởi: Fujita Akane
Nhân vật chính trong câu chuyện, "Eromanga Sensei", học sinh trung học 12 tuổi. Sagiri là hikikomori: người luôn ở trong phòng riêng, kể cả chuyện ăn uống. Sagiri nhờ Masamune đặt thức ăn trước cửa và đã từng cố giậm sàn nhà ra hiệu khi đói, do cậu ta đang mãi miệt mài sáng tác tiểu thuyết. Sau khoảng thời gian dài một mình một phòng để vượt qua nỗi đau bố mẹ qua đời, cũng như duy trì niềm đam mê, em ấy mới bắt đầu mời anh trai vào và hòa nhập với thế giới bên ngoài hơn, thi thoảng còn "mạo hiểm" ra khỏi căn phòng ấy. Cả khi Masamune và vài người khác đã biết mình là Eromanga Sensei, Sagiri vẫn luôn ngượng ngạo nói rằng "không biết ai có cái tên như thế". Tạo hình nhân vật Sagiri được đồ hoạ bởi Tiv.
Yamada Elf (山田エルフ Yamada Erufu)
Lồng tiếng bởi: Takahashi Minami
Elf, 14 tuổi, là một tác giả trẻ đã sáng tác tiểu thuyết đạt doanh số khá ấn tượng là 2 triệu bản. Cô chuyển tới sống ở căn biệt thự, nơi bắt nguồn nhiều lời đồn đáng sợ, ngay cạnh nhà Masamune và nổi tiếng vì mặc trang phục theo phong cách Lolita. Bề ngoài cô có tính cách tiểu thư kiêu căng lạnh lùng nhưng lại vô cùng lúng túng và xấu hổ trước lời khen thân mật từ người khác. Trải qua nhiều chuyện thú vị, cô dần có tình cảm với Masamune và đã thú nhận. Bút danh: Elf Yamada. Tên thật là Emily Granger (エミリー・グレンジャ Emirī Gurenjā).
Senju Muramasa (千寿ムラマサ)
Lồng tiếng bởi: Ōnishi Saori
Muramasa là một nữ nhà văn thành đạt, người sở hữu loạt tiểu thuyết bán chạy với hơn 14.5 triệu bản, và là fan cứng của "Silverwolf of Reincarnation" sáng tác bởi Masamune. Sê-ri kết thúc, Muramasa cố ngăn cậu ta chuyển sang thể loại hài lãng mạn bằng một màn cá cược, rồi nhận thua do bài dự thi phạm luật. Cô phải lòng Masamune nhưng bị cậu từ chối nhẹ nhàng. Thế nên mối quan hệ này dừng ở mức senpai - kōhai. Bút danh: Muramasa Senju. Tên thật là Umezono Hana (梅園 花 (Mai Viên Hoa)).
Jinno Megumi (神野めぐみ)
Lồng tiếng bởi: Kido Ibuki
Megumi học cùng lớp với Sagiri, đồng thời là một người mẫu nghiệp dư. Thoạt nhiên có vẻ là một đứa nhóc đầu óc đen tối, lại thực sự ngây thơ, thay vì am hiểu về giao cấu hay giới tính còn lại như khi em ấy tỏ ra "ngầu". Megumi muốn được kết thân Sagiri.
Takasago Tomoe (高砂智恵)
Lồng tiếng bởi: Ishikawa Yui
Tomoe là bạn của Masamune, một trong số ít người biết cậu ta viết truyện. Cô làm việc bán thời gian tại nhà sách ở địa phương cũng vì rất thích đọc truyện, đặc biệt là thể loại "Boy Love". Tomoe có tính tình hiền lành và ít nói, nhưng nếu có ai xúc phạm đến "light novel" thì cô sẽ phản ứng gay gắt và dạy cho một bài học.

### Hỗ trợ
Kagurazaka Ayame (神楽坂あやめ)
Lồng tiếng bởi: Komatsu Mikako
Kagurazaka là biên tập viên của Masamune và Muramasa.
Yamada Chris (山田クリス)
Lồng tiếng bởi: Takahashi Minami
Chris, anh trai của Elf, là biên tập viên kiêm quản gia của cô. Khá trầm lắng và luôn để mắt đến đứa em gái ngốc nghếch, Chris rất lo cho tương lai Elf không có người chồng để nương tựa, nhất là khi cô em này dễ bị lợi dụng. Anh có cảm tình với Izumi Masamune và từng nhắm cậu như "chàng rể tương lai" cho Elf.
Shidō Kunimitsu (獅童国光)
Lồng tiếng bởi: Shimazaki Nobunaga
Shidō đã tham gia cuộc thi Tenkaichi-Budoukai, Masamune đoạt giải nhất nên cậu đứng vị trí thứ hai. Shidō hiểu lầm Masamune là một người đồng tính luyến ái.

## Truyền thông

### Light novel
Light novel được viết bởi Tsukasa Fushimi và minh họa bởi Hiro Kanzaki. Sê-ri được ASCII Media Works xuất bản dưới sự biên tập của công ty Dengeki Bunko, và tập đầu tiên được phát hành vào 10 tháng 12 năm 2013. Tổng cộng có mười ba tập được phát hành tính đến tháng 8 năm 2022.
| #  | Ngày phát hành       | ISBN              |
| -- | -------------------- | ----------------- |
| 1  | 10 tháng 12 năm 2013 | 978-4-04-866081-5 |
| 2  | 10 tháng 5 năm 2014  | 978-4-04-866531-5 |
| 3  | 10 tháng 10 năm 2014 | 978-4-04-866937-5 |
| 4  | 10 tháng 3 năm 2015  | 978-4-04-869334-9 |
| 5  | 10 tháng 9 năm 2015  | 978-4-04-865381-7 |
| 6  | 10 tháng 3 năm 2016  | 978-4-04-865808-9 |
| 7  | 10 tháng 8 năm 2016  | 978-4-04-892249-4 |
| 8  | 10 tháng 1 năm 2017  | 978-4-04-892597-6 |
| 9  | 9 tháng 6 năm 2017   | 978-4-04-892950-9 |
| 10 | 10 tháng 7 năm 2018  | 978-4-04-893914-0 |
| 11 | 10 tháng 1 năm 2019  | 978-4-04-912198-8 |
| 12 | 9 tháng 11 năm 2019  | 978-4-04-912892-5 |
| 13 | 10 tháng 8 năm 2022  | 978-4-04-914493-2 |

### Manga
Manga chuyển thể và minh họa bởi Gin, được đăng tuần tự trong tạp chí Dengeki Daioh của ASCII Media Works từ ngày 27 tháng 5 năm 2014 đến ngày 27 tháng 5 năm 2021. Bộ manga đã được biên soạn 12 tập tankōbon tính đến tháng 9 năm 2021.
Bản ngoại truyện xoay quanh cô nàng Elf Yamada bắt đầu được phát hành vào tháng 9 trong tạp chí Dengeki Daioh.
| #  | Ngày phát hành       | ISBN              |
| -- | -------------------- | ----------------- |
| 1  | 10 tháng 11 năm 2014 | 978-4-04-866922-1 |
| 2  | 9 tháng 5 năm 2015   | 978-4-04-865087-8 |
| 3  | 9 tháng 1 năm 2016   | 978-4-04-865518-7 |
| 4  | 10 tháng 8 năm 2016  | 978-4-04-892172-5 |
| 5  | 10 tháng 3 năm 2017  | 978-4-04-892718-5 |
| 6  | 7 tháng 10 năm 2017  | 978-4-04-893431-2 |
| 7  | 9 tháng 6 năm 2018   | 978-4-04-893849-5 |
| 8  | 9 tháng 2 năm 2019   | 978-4-04-912351-7 |
| 9  | 9 tháng 11 năm 2019  | 978-4-04-912837-6 |
| 10 | 10 tháng 6 năm 2020  | 978-4-04-913234-2 |
| 11 | 10 tháng 2 năm 2021  | 978-4-04-913234-2 |
| 12 | 10 tháng 9 năm 2021  | 978-4-04-913990-7 |

Spin-off Eromanga Sensei Yamada Elf Dai-sensei no Koisuru Jushin Gohan
| # | Nhan đề | Ngày phát hành      | ISBN              |
| - | --- | ------------------- | ----------------- |
| 1 | Eromanga Sensei The Great Teacher Elf Yamada's Cooked Meals of Pure Love 1 エロマンガ先生 山田エルフ大先生の恋する純真ごはん（１） | 9 tháng 2 năm 2019  | 978-4-04-912352-4 |
| 2 | Eromanga Sensei The Great Teacher Elf Yamada's Cooked Meals of Pure Love 2 エロマンガ先生 山田エルフ大先生の恋する純真ごはん（２） | 10 tháng 8 năm 2019 | 978-4-04-912705-8 |
| 3 | Eromanga Sensei The Great Teacher Elf Yamada's Cooked Meals of Pure Love 3 エロマンガ先生 山田エルフ大先生の恋する純真ごはん（３） | 10 tháng 2 năm 2020 | 978-4-04-913023-2 |

### Anime
Anime được chuyển thể bởi đạo diễn Takeshita Ryohei, do Takahashi Tatsuya viết kịch bản và được sản xuất bởi Kashiwada Shinichiro và Aniplex, hình ảnh của phim do A-1 Pictures thực hiện. Anime được công chiếu vào 8 tháng 4 năm 2017. Bài hát mở đầu là "Hitorigoto" (ヒトリゴト Soliloquy) bởi ClariS,  và ending là "Adrenaline!!!" bởi TrySail. Anime này được cấp phép bởi Aniplex of America ở khu vực Bắc Mĩ.
| STT | Tên | Ngày phát hành chính thức |
| --- | --- | ------------------------- |
| 1 | "Em gái và gian phòng không mở" "Imōto to Akazu no Ma" (妹と開かずの間)                                                           | 8 tháng 4 năm 2017        |
| Izumi Masamune là một sinh viên, phân chia giữa sự nghiệp trở thành tiểu thuyết gia, và chăm sóc em kế, đứa trẻ đã trở thành hikikomori một năm về trước. Chính vì tiểu thuyết của Masamune thường phổ biến trên các bảng xếp hạng, cậu luôn muốn biết về người minh họa cho tác phẩm của mình với bút danh "Eromanga Sensei". Để đồ ăn kèm giấy nhắn gửi trước phòng Sagiri xong, cậu bắt đầu quan sát Eromanga Sensei vừa vẽ vừa trò chuyện với fan hâm mộ qua một video phát trực tuyến. Masamune khám phá ra đây chính là Sagiri nhờ đĩa thức ăn đặc biệt ấy. Tiếp đến, cậu chứng kiến em gái mình tiến hành cởi đồ cải trang do lầm tưởng đã kết thúc trình chiếu, liền lao đến trước phòng Sagiri đập cửa giải nguy. Từ đó, mối quan hệ giữa họ bước sang trang mới. | |                           |
| 2 | "Lớp trưởng giàu có và yêu tinh bất địch" "Riajū Iinchō to Futeki na Yōsei" (リア充委員長と不敵な妖精)                            | 15 tháng 4 năm 2017       |
| Jinno Megumi, bạn học cùng lớp của Sagiri, bất ngờ xuất hiện trước nhà để chào đón Sagiri trở lại trường, nhưng em ấy từ chối gặp mặt. Buổi tối, Masamune đến gặp Takasago Tomoe, một cô bạn cùng trường, đang làm việc tại một hiệu sách địa phương và cậu mua số sách đang bán chạy, được viết bởi Yamada Elf. Sau đó, Masamune chứng kiến Elf tranh cãi với biên tập viên của mình, Kagurazaka Ayame, khi Ayame từ chối nhờ Eromanga Sensei minh họa cho tác phẩm của Elf. | |                           |
| 3 | "Căn hộ trần truồng và chủ nhà truỵ lạc" "Zenra no Yakata to Daraku no Aruji" (全裸の館と堕落の主)                                | 22 tháng 4 năm 2017       |
| Megumi đưa tất cả các bạn còn lại trong lớp đến nhà Izumi để thử thuyết phục Sagiri trở lại trường nhưng không thành công. Sau đó, Masamune phát hiện Elf chuyển đến sống ở căn biệt thự bên cạnh, sau khi Sagiri phàn nàn về tiếng đàn piano đến từ cửa sổ. Để tìm hiểu thêm về cách tiểu thuyết gia trẻ tuổi này làm việc, cậu ghé thăm thử ngôi nhà ấy và họ trở thành đôi bạn tuyệt vời, nhưng cũng là đối thủ xứng tầm với nhau. Vậy nên có một cuộc thi để quyết định ai sẽ hợp tác với Eromanga Sensei cho cuốn tiểu thuyết kế tiếp của họ. Trong khi đó, Sagiri hiểu lầm Masamune che đậy mối quan hệ mập mờ với Elf và không cho cậu ta vào phòng của mình. | |                           |
| 4 | "Eromanga Sensei" (エロマンガ先生)                                                                                                | 29 tháng 4 năm 2017       |
| Cuộc thi kết thúc với chiến thắng của Masamune bởi Elf tự nhận thua mặc dù bản thảo của mình tốt hơn, do cô nhận ra Eromanga Sensei chính là Sagiri. Tràn đầy hạnh phúc, Masamune nhảy qua cửa sổ phòng ngủ của Sagiri để thông báo và cả hai đều làm rõ với nhau. Sagiri đã lầm tưởng Masamune muốn Elf trở thành họa sĩ vẽ tranh mới của mình, cho nên Sagiri không rời khỏi phòng của mình để dành suốt khoảng thời gian ấy xem những cảnh chiến đấu, phân tích vũ khí để vẽ những cảnh chiến đấu tốt hơn và những cô gái có bộ ngực to hơn. Và Sagiri vừa vui vừa ngượng sau khi đọc bản thảo cứ như lời tỏ tình của anh trai, một câu chuyện toàn bộ về em ấy. Masamune từ bản thảo xuất bản thành truyện để thực hiện trách nhiệm kiếm tiền như trụ cột gia đình. Nhờ vậy, cánh cửa phòng Sagiri "rộng mở" hơn. | |                           |
| 5 | "Em gái và cùng tạo kế hoạch viết light novel" "Imōto to Ranobe Kikaku o Tsukurō" (妹とラノベ企画を創ろう)                        | 6 tháng 5 năm 2017        |
| Masamune thổ lộ tình cảm với Sagiri, nhưng đã nhầm câu thú nhận yêu một người của em ấy thành một lời từ chối. Cậu không chắc chắn liệu em gái có thể tiếp nhận cảm xúc của mình. Thấy chút thất vọng, Sagiri về phòng vẽ thực hành. Rồi một cuộc gọi video đến từ Elf: cô nàng đang căng thẳng vì biên tập viên đã đến trước cửa nhà để theo dõi tiến độ làm việc. Sau đó, Elf muốn Masamune ở lại nhà cô một thời gian. Đổi lại, cô dạy cho anh ta cách viết một đề xuất dự án và cho Sagiri thấy quần lót của cô để lấy cảm hứng, khi em ấy thừa nhận mình là artist's block và cần anh trai tìm những cô gái xinh xắn với bộ ngực to và muốn khoe quần lót của mình làm mẫu. Sau đó, Megumi liên lạc với Masamune để hỏi thăm Sagiri, rồi quyết định đọc tiểu thuyết khi biết được bạn mình có quen biết với Elf. | |                           |
| 6 | "Izumi Masamune và kẻ thù truyền kiếp một triệu bản" "Izumi Masamune to Issen-man-bu no Shukuteki" (和泉マサムネと一千万部の宿敵) | 13 tháng 5 năm 2017       |
| Đổi lại cho việc vay mượn light novel từ Sagiri, Megumi đồng ý bị bịt mắt và bất động cho Sagiri vẽ cô ấy. Trong khi đó, Masamune hoàn thành bản thảo và mặc dù Ayame hứa hẹn sẽ đảm bảo xuất bản, tiến trình chỉ xảy ra trong vòng một năm sau đó do sự ưu tiên của Senju Muramasa, một tác giả bán chạy nhất với tổng cộng 14.5 triệu bản. Masamune bàn với Sagiri về cuộc khủng hoảng tài chính và hợp tác công ty biên tập mới để làm thế nào hứa hẹn dì của mình thường xuyên xuất bản sách, để anh em có thể tiếp tục lối sống hiện tại. Khi Masamune cùng Elf gặp biên tập viên Ayame để tìm kiếm công ty biên tập mới, một cô gái lạ mặt trong bộ kimono cũng đến đấy. Ayame nói với Masamune về cuộc cạnh tranh giữa năm tác giả để giành vị trí xuất bản, và câu chuyện ngắn của ai chiến thắng sẽ được xuất bản vào tháng chín. Khi Masamune háo hức đăng ký, cô gái lạ đột nhiên tiết lộ mình là Muramasa-senpai và tham gia cuộc thi với lời thách thức nghiền nát ước mơ của cậu. | |                           |
| 7 | "Em gái và tiểu thuyết thú vị nhất thế giới" "Imōto to Sekai de Ichiban Omoshiroi Shōsetsu" (妹と世界で一番面白い小説)            | 20 tháng 5 năm 2017       |
| Masamune tuyên bố người chiến thắng có thể đưa ra bất kỳ lệnh nào cho kẻ thua cuộc, Muramasa hài lòng chấp nhận. Masamune nhờ Elf nhận xét các câu chuyện ngắn chưa đầy 60 trang cậu viết và Sagiri bắt đầu phát huy nghệ thuật khiêu dâm của mình. Sau bốn ngày rèn luyện, chỉ còn hai ngày nữa là đến hạn chót, Muramasa bất ngờ ghé thăm Masamune. Cô đề nghị cậu ta đầu hàng và thay vào đó viết tiểu thuyết cho cô, cũng như tiết lộ quá khứ của mình. Trong một thời gian dài, Muramasa không bao giờ tìm thấy bất kỳ cuốn tiểu thuyết nào thú vị từ tận đáy lòng, vì vậy cô quyết định tự viết một mình để cô đọc. Cho đến nay, chỉ có cuốn sách mà cô ấy quan tâm, đó là những gì Masamune đã viết, cô không mong muốn cậu ta sáng tác loạt truyện hài lãng mạn mới và quyết tâm ngăn chặn hướng đi này. Muramasa tiếp tục giải thích ước mơ của cô. Bắt đầu khi viết bức thư fan hâm mộ đầu tiên cho Masamune, đã thôi thúc đam mê viết tiểu thuyết, đến lúc gặt hái thành quả mà cô có thể thực sự tìm thấy sự thú vị và tự cho mình một triệu điểm trên một trăm. Tuy nhiên, Sagiri bất ngờ bước xuống trên bậc cầu thang và nói rằng Masamune là anh trai và không thể để mất cậu. Nghe được lời thuyết phục ấy, Masamune từ chối Muramasa, người hứa sẽ đánh bại anh ta. Vào ngày xem xét các bài dự thi, bản thảo của Murasama bị loại vì nó vượt quá giới hạn số lượng trang nhưng không rõ nguyên nhân và Masamune soán ngôi. Cô ấy đã tỏ tình với Masamune, nhưng cậu ta nhẹ nhàng từ chối. Sau đó, Masamune nhận được một lá thư từ Muramasa, người mang theo cuốn sổ yêu thích và một ghi chú diễn tả cuốn tiểu thuyết hành động giả tưởng của cậu thú vị đến mức nào đối với cô. | |                           |
| 8 | "Sagiri mơ mộng và pháo hoa mùa hè" "Yumemiru Sagiri to Natsu Hanabi" (夢見る紗霧と夏花火)                                        | 27 tháng 5 năm 2017       |
| Masamune đến phòng Sagiri thì thấy em ấy trong một bộ yukata. Sagiri muốn xem pháo hoa lại không muốn rời khỏi phòng nên Masamune mời Elf, Muramasa, và tác giả thứ ba của cuộc thi, Kunimitsu Shidō, đến một buổi tiệc nhỏ tại đấy. Sau bữa tiệc, ba người họ ra ngoài xem pháo hoa, nhưng Masamune ở lại với Sagiri và ngắm nhìn từ cửa sổ. | |                           |
| 9 | "Em gái và đảo yêu tinh" "Imōto to Yōsei no Shima" (妹と妖精の島)                                                                 | 3 tháng 6 năm 2017        |
| Trong bữa tiệc ở nhà Masamune, Elf mời Masamune, Muramasa và Kunimitsu đi đến "Fairy Island", một hòn đảo phía nam thuộc sở hữu của gia đình Yamada. Khi Elf và mọi người lên đảo, họ gặp Chris Yamada, anh trai của Elf kiêm biên tập viên điều hành của cô. Tại Fairy Island, Masamune có được nhiều tài liệu để viết hơn, nhưng cũng phải đối mặt với Elf và Chris về việc kết hôn với Elf. Sau đó Masamune biết được tên thật của Elf là Emily. | |                           |
| 10 | "Izumi Masamune và tiền bối kém tuổi" "Izumi Masamune to Toshishita no Senpai" (和泉マサムネと年下の先輩)                         | 10 tháng 6 năm 2017       |
| Suốt chuyến đi, Muramasa đề cập việc cô sẽ không viết truyện nữa vì đã hoàn thành ước mơ đọc được tác phẩm tâm đắc nhất, đó là những tiểu thuyết của Masamune. Sau đó, Masamune kể với Muramasa biết bức thư fan hâm mộ đầu tiên cậu nhận được từ một cô gái tên Hana Umezono đã tiếp thêm động lực cho cậu. Khi biết được Muramasa là người đứng sau tất cả những bức thư đó bằng cách ghép đôi chữ viết tay, Masamune hứa với Muramasa rằng cậu sẽ viết ngoại truyện cho bộ tiểu thuyết "Silverwolf of Reincarnation" tặng cô, khiến cô cảm thấy xúc động. Muramasa sau đó nhận ra mặc dù đã được toại nguyện, cô vẫn phải nỗ lực để hoàn thành những ước mơ khác mà cô tiếp tục viết nên. Trong khi đó, nhân cơ hội không có sự giám sát liên tục của anh trai, Elf đã bày trò để tranh giành với Muramasa sự chú ý của Masamune. | |                           |
| 11 | "Cuộc hẹn của hai người và hai anh em trong tương lai" "Futari no Deai to Mirai no Futari" (二人の出会いと未来の兄妹)             | 17 tháng 6 năm 2017       |
| Kết thúc chuyến đi, Masamune quyết định lên đường đến Akihabara để xem buổi ra mắt tác phẩm mới của mình và Sagiri trong khi nói chuyện với em ấy qua VoIP. Trên đường đi, cả hai đều nhớ lại quá khứ của họ. Masamune hồi tưởng lại khoảng thời gian anh thử sức viết lách với cuốn tiểu thuyết đầu tiên của mình, xuất bản nó trực tuyến với hy vọng được là chính mình, sau khi mẹ qua đời. Vào thời điểm đó, Sagiri chín tuổi, bố mất, em ấy không muốn đến trường nữa. Cả hai tình cờ biết nhau qua tiểu thuyết đầu tay này và Sagiri vẽ tặng tranh minh hoạ nhưng không tiết lộ danh tính thật của mình. Sự tương tác giữa Masamune và Sagiri đã thôi thúc cả hai theo đuổi sự nghiệp văn họa sĩ kỳ cựu. Masamune thì tập tành sáng tác truyện bằng laptop bố tặng, còn Sagiri quyết định xin mẹ truyền lại những nét vẽ gợi tình và cống hiến hết mình để làm nghề chuyên nghiệp. Đến Akihabara, Masamune lo ngại về tác phẩm mới, do lần đầu thử sức với thể loại tình cảm, cho đến khi cậu được trấn an nhờ một nhóm người lướt qua đang bàn luận sôi nổi về nó, chính là sự góp mặt thú vị đến từ dàn nhân vật tiêu biểu trong OreImo. Trở về nhà, Masamune ngạc nhiên khi thấy Sagiri tập bước xuống cầu thang và nhận ra quyết tâm thoát khỏi cách sống cô lập của Sagiri. Hai người sau đó hứa hẹn sẽ tiếp tục tiến lên để biến ước mơ của mình thành hiện thực. | |                           |
| 12 | "Eromanga Festival" "Eromanga fesutibaru" (エロマンガフェスティバル)                                                              | 24 tháng 6 năm 2017       |
| Elf đưa Muramasa đến nhà của Masamune để hoàn thành lời hứa của mình với Sagiri. Nội dung lời hứa là yêu cầu Masamune đi cùng với họ trong chuyến đi để đổi lấy việc nghe theo mọi đề nghị của Sagiri. Khi Sagiri đang vẽ Elf và Muramasa, Tomoe thăm Masamune và đưa cho cậu một bản sao truyện doujinshi khiêu dâm lấy cảm hứng từ tác phẩm mới nhất của Masamune. Khi Tomoe rời khỏi, Sagiri lấy ngay cuốn sách từ anh trai. Sau khi đọc xong, Sagiri quyết định cũng tự tay làm một bản. Nhưng Masamune nhận ra dương vật của nhân vật chính đã bị Sagiri vẽ sai, nhưng không thể tả chi tiết hơn. Elf không nhận ra sai lầm (do Elf cũng không biết hình dạng thật của dương vật), Masamune đành nhờ Megumi để giúp đỡ nhưng lại không hiệu quả, cho đến khi Muramasa phác thảo David (Michelangel) để giải thích cho họ hiểu hình dạng của dương vật. Cuối cùng, trong khi tiễn mọi người ra cổng, Masamune hài lòng khi thấy Sagiri vẫy tay tạm biệt từ cửa phòng. | |                           |
| OVA 1 | "Love Song của Yamada Elf" "Yamada Erufu no Rabu Songu" (山田エルフのラブソング)                                                  | 16 tháng 1 năm 2019       |
| OVA 2 | "First Kiss của Izumi Sagiri" "Izumi Sagiri no Fāsuto Kisu" (和泉紗霧のファーストキス)                                            | 16 tháng 1 năm 2019       |